# Prix Charles-Léopold Mayer
Der Prix Charles Léopold Mayer ist ein jährlich von der französischen Académie des sciences vergebener Wissenschaftspreis für Grundlagenforschung auf dem Gebiet der Biologie, Biochemie und Biophysik. Namensgeber ist Charles Léopold Mayer (1881–1971), ein irisch-französischer Chemiker, Finanzier und Philanthrop.
Der Preis wird unabhängig von Nationalität und Wohnort des Preisträgers vergeben, allerdings soll er nicht in zwei aufeinanderfolgenden Jahren an Preisträger aus demselben Ausland („nationaux d'un même pays étranger“) verliehen werden. Das Preisgeld von 20.000 Euro (Stand 2024) soll nicht der Versorgung des Preisträgers, sondern der Förderung weiterer Forschungen dienen, weshalb Personen über 65 Jahren von der Vergabe ausgeschlossen werden.
14 der 72 Preisträger (Stand Mitte 2023) erhielten später einen Nobelpreis.

## Preisträger
- 1961 Francis Crick (1962 Nobelpreis für Physiologie oder Medizin)
- 1962 François Jacob (1965 Nobelpreis für Physiologie oder Medizin), Jacques Monod (1965 Nobelpreis für Physiologie oder Medizin)
- 1963 Erwin Chargaff
- 1964 André Lwoff (1965 Nobelpreis für Physiologie oder Medizin)
- 1965 Honor Bridget Fell
- 1966 Marianne Grunberg-Manago
- 1967 Marschall Nirenberg (1968 Nobelpreis für Physiologie oder Medizin)
- 1968 François Gros
- 1969 Jean Brachet
- 1970 Raymond Latarjet
- 1971 Boris Ephrussi
- 1972 Robert W. Briggs, Thomas J. King
- 1973 Jacques Oudin
- 1974 Georges Cohen
- 1975 Sydney Brenner (2002 Nobelpreis für Physiologie oder Medizin), Seymour Benzer
- 1976 Jean-Pierre Ebel, Élie Wollman
- 1977 Walter Gilbert (1980 Nobelpreis für Chemie), Mark Ptashne, Evelyn Witkin
- 1978 Roger Monier, Piotr Slonimski
- 1979 David Blow, David Phillips
- 1980 Philippe L’Héritier
- 1981 François Chappeville
- 1982 Barbara McClintock (1983 Nobelpreis für Physiologie oder Medizin)
- 1983 Michel Lazdunski, Vittorio Luzatti
- 1984 John Bertrand Gurdon (2012 Nobelpreis für Physiologie oder Medizin)
- 1985 Jean Montreuil
- 1986 Antonio García-Bellido, Walter Gehring
- 1987 Paul Cohen
- 1988 David D. Sabatini
- 1989 Marc Chabre
- 1990 Jeff Schell, Marc Van Montagu
- 1991 Jean-Charles Schwartz
- 1992 Raymond Devoret, Miroslav Radman
- 1993 Andrée Tixier-Vidal
- 1994 Ralph Brinster, Richard Palmiter
- 1995 Moshe Yaniv
- 1996 Stanley Prusiner (1997 Nobelpreis für Physiologie oder Medizin), Charles Weissmann
- 1997 André Sentenac
- 1998 Elizabeth H. Blackburn (2009 Nobelpreis für Physiologie oder Medizin)
- 1999 Christine Petit
- 2000 H. Robert Horvitz (2002 Nobelpreis für Physiologie oder Medizin)
- 2001 Joël Bockaert
- 2002 Roger Kornberg (2006 Nobelpreis für Chemie)
- 2003 Paolo Sassone-Corsi
- 2004 Denis Duboule
- 2005 Jean Dénarié
- 2006 Bruce Alan Beutler (2011 Nobelpreis für Physiologie oder Medizin)
- 2007 Éric Westhof
- 2008 Adrian Bird
- 2009 Marie-France Carlier-Pantaloni
- 2010 Robert Tjian
- 2011 Jean-Marc Reichhart
- 2012 Lyndon Emsley
- 2013 Vincent Colot
- 2014 C. David Allis
- 2015 François Schweisguth
- 2016 Claude Desplan
- 2018 Éric Gilson
- 2019 Silvia Arber
- 2021 Carsten Janke
- 2023 Benjamin Simons[2]
- 2024 Ludovic Orlando[3]